# День туризма (Украина)
«День туризма» (укр. День туризму) — национальный профессиональный праздник украинских работников туристических агентств, туроператоров, всех тех, кто работает в сфере туризма и любителей путешествий, который отмечается на Украине ежегодно 27 сентября.
«День туризма» появился в украинском официальном календаре в 1998 году, после того, как 21 сентября 1998 года в столице республики, городе-герое Киеве, второй президент Украины Леонид Данилович Кучма «в поддержку инициативы Государственного комитета Украины по туризму» подписал Указ № 1047/98 «О Дне туризма». Указ главы украинского государства предписывал «Установить на Украине День туризма, который отмечать ежегодно 27 сентября».
Дата 27 сентября была выбрана Президентом Кучмой из календаря не случайно. Именно в этот день, по всей планете отмечается Всемирный день туризма и работники туристической сферы и до этого считали его своим профессиональным праздником. Благодаря указу президента, этот неофициальный праздник, учреждённый Всемирной туристской организацией обрёл на Украине официальный статус.
В 2009 году, когда в стране отмечался День туризма, высшие чиновники республики выступили со следующими заявлениями, которые были приурочены к этой дате:
- Президент Украины Виктор Андреевич Ющенко: «Наша страна имеет все основания, чтобы стать туристической жемчужиной Европы. С каждым годом она все больше открывает миру свои уникальные природные, исторические, культурные, духовные богатства…»
- Премьер-министр Украины Юлия Владимировна Тимошенко: «Наша Родина стоит того, чтобы мир восхищался уникальными природными богатствами, самобытностью истории и культуры, народных обычаев и традиций…»[3].

«День туризма» не является нерабочим днём, если, в зависимости от года, не попадает на выходной.